# Élections municipales de 2014 dans la Creuse
Les élections municipales dans la Creuse se sont déroulées les 23 et 30 mars 2014.

## Maires sortants et maires élus
Le scrutin est marqué par une grande stabilité politique à l'exception de Felletin qui passe à droite.
| Commune                      | Population | Maire sortant        | Parti | Parti | Maire élu            | Parti | Parti |
| ---------------------------- | ---------- | -------------------- | ----- | ----- | -------------------- | ----- | ----- |
| Ahun                         | 1 596      | Patrick Pacaud       |       | DVD   | Patrick Pacaud       |       | DVD   |
| Ajain                        | 1 096      | Jean Boyer           |       | DVG   | Guy Rouchon          |       | DVG   |
| Aubusson                     | 3 716      | Michel Moine         |       | PS    | Michel Moine         |       | PS    |
| Auzances                     | 1 318      | André Vénuat         |       | PS    | Françoise Simon      |       | PS    |
| Bonnat                       | 1 295      | Georges Guêtre       |       | DVG   | Philippe Chavant     |       | DVG   |
| Bourganeuf                   | 2 830      | Jean-Pierre Jouhaud  |       | PS    | Jean-Pierre Jouhaud  |       | PS    |
| Boussac                      | 1 327      | Franck Foulon        |       | DVD   | Franck Foulon        |       | DVD   |
| Bussière-Dunoise             | 1 057      | Jean-Pierre Grimaud  |       | DVG   | Jean-Pierre Grimaud  |       | DVG   |
| Dun-le-Palestel              | 1 199      | Laurent Daulny       |       | UMP   | Laurent Daulny       |       | UMP   |
| Évaux-les-Bains              | 1 439      | Bernard Campos       |       | DVD   | Bruno Papineau       |       | DVD   |
| Felletin                     | 1 803      | Renée Nicoux         |       | DVG   | Jeanine Perruchet    |       | DVD   |
| Gouzon                       | 1 526      | Cyril Victor         |       | DVD   | Cyril Victor         |       | DVD   |
| Guéret                       | 13 563     | Michel Vergnier      |       | PS    | Michel Vergnier      |       | PS    |
| La Souterraine               | 5 575      | Jean-François Muguay |       | PS    | Jean-François Muguay |       | PS    |
| Le Grand-Bourg               | 1 212      | Mireille Ricard      |       | DVG   | Michel Navarre       |       | DVG   |
| Saint-Agnant-de-Versillat    | 1 129      | Pierre Decoursier    |       | DVG   | Pierre Decoursier    |       | DVG   |
| Saint-Maurice-la-Souterraine | 1 236      | Gilbert Tixier       |       | DVG   | Gilbert Tixier       |       | DVG   |
| Saint-Sulpice-le-Guérétois   | 1 996      | Claude Guerrier      |       | PCF   | Claude Guerrier      |       | PCF   |
| Saint-Vaury                  | 1 784      | Philippe Bayol       |       | PS    | Philippe Bayol       |       | PS    |
| Sainte-Feyre                 | 2 347      | Michel Villard       |       | DVD   | Michel Villard       |       | DVD   |

### Résultats en nombre de maires
| Partis       | Partis                            | Maires sortants | Maires élus | Évolution     |
| ------------ | --------------------------------- | --------------- | ----------- | ------------- |
|              | Divers gauche                     | 7               | 6           | 1             |
|              | Parti socialiste                  | 6               | 6           | en stagnation |
|              | Parti communiste français         | 1               | 1           | en stagnation |
| Total gauche | Total gauche                      | 14              | 13          | 1             |
|              | Divers droite                     | 5               | 6           | 1             |
|              | Union pour un mouvement populaire | 1               | 1           | en stagnation |
| Total droite | Total droite                      | 6               | 7           | 1             |
| Total        | Total                             | 20              | 20          | -             |

## Résultats dans les communes de plus de1 000 habitants

### Ahun
- Maire sortant : Patrick Pacaud
- 19 sièges à pourvoir au conseil municipal (population légale 2011 : 1 596 habitants)
- 6 sièges à pourvoir au conseil communautaire (CC Creuse Sud-Ouest)

|                          | Patrick Pacaud *      | DVD            | 490   | 64,98  | 16 | 5 |  |  |
|                          | Gilliane Schutz-vanet | SE             | 264   | 35,01  | 3  | 1 |  |  |
|                          |                       |                |       |        |    |   |  |  |
| Inscrits                 | Inscrits              | Inscrits       | 1 097 | 100,00 |    |   |  |  |
| Abstentions              | Abstentions           | Abstentions    | 271   | 24,70  |    |   |  |  |
| Votants                  | Votants               | Votants        | 826   | 75,30  |    |   |  |  |
| Blancs et nuls           | Blancs et nuls        | Blancs et nuls | 72    | 8,72   |    |   |  |  |
| Exprimés                 | Exprimés              | Exprimés       | 754   | 91,28  |    |   |  |  |
| * Liste du maire sortant |                       |                |       |        |    |   |  |  |

### Ajain
- Maire sortant : Jean Boyer
- 15 sièges à pourvoir au conseil municipal (population légale 2011 : 1 096 habitants)
- 2 sièges à pourvoir au conseil communautaire (CA du Grand Guéret)

|                | Guy Rouchon    | DVG            | 321 | 63,43  | 13 | 2 |  |  |
|                | Roland Dardy   | DVD            | 185 | 36,56  | 2  |   |  |  |
|                |                |                |     |        |    |   |  |  |
| Inscrits       | Inscrits       | Inscrits       | 750 | 100,00 |    |   |  |  |
| Abstentions    | Abstentions    | Abstentions    | 186 | 24,80  |    |   |  |  |
| Votants        | Votants        | Votants        | 564 | 75,20  |    |   |  |  |
| Blancs et nuls | Blancs et nuls | Blancs et nuls | 58  | 10,28  |    |   |  |  |
| Exprimés       | Exprimés       | Exprimés       | 506 | 89,72  |    |   |  |  |

### Aubusson
- Maire sortant : Michel Moine (PS)
- 27 sièges à pourvoir au conseil municipal (population légale 2011 : 3 716 habitants)
- 14 sièges à pourvoir au conseil communautaire (CC Creuse Grand Sud)

|                          | Michel Moine *     | PS-PCF-EELV    | 929   | 51,21  | 21 | 11 |  |  |
|                          | Mathieu Charvillat | DVD            | 885   | 48,78  | 6  | 3  |  |  |
|                          |                    |                |       |        |    |    |  |  |
| Inscrits                 | Inscrits           | Inscrits       | 2 762 | 100,00 |    |    |  |  |
| Abstentions              | Abstentions        | Abstentions    | 816   | 29,54  |    |    |  |  |
| Votants                  | Votants            | Votants        | 1 946 | 70,46  |    |    |  |  |
| Blancs et nuls           | Blancs et nuls     | Blancs et nuls | 132   | 6,78   |    |    |  |  |
| Exprimés                 | Exprimés           | Exprimés       | 1 814 | 93,22  |    |    |  |  |
| * Liste du maire sortant |                    |                |       |        |    |    |  |  |

### Auzances
- Maire sortant : André Vénuat
- 15 sièges à pourvoir au conseil municipal (population légale 2011 : 1 318 habitants)
- 4 sièges à pourvoir au conseil communautaire (CC Marche et Combraille en Aquitaine)

|                | Françoise Simon | DVG            | 397 | 100,00 | 15 | 4 |  |  |
|                |                 |                |     |        |    |   |  |  |
| Inscrits       | Inscrits        | Inscrits       | 997 | 100,00 |    |   |  |  |
| Abstentions    | Abstentions     | Abstentions    | 333 | 33,40  |    |   |  |  |
| Votants        | Votants         | Votants        | 664 | 66,60  |    |   |  |  |
| Blancs et nuls | Blancs et nuls  | Blancs et nuls | 267 | 40,21  |    |   |  |  |
| Exprimés       | Exprimés        | Exprimés       | 397 | 59,79  |    |   |  |  |

### Bonnat
- Maire sortant : Georges Guêtre
- 15 sièges à pourvoir au conseil municipal (population légale 2011 : 1 295 habitants)
- 5 sièges à pourvoir au conseil communautaire (CC Portes de la Creuse en Marche)

|                | Philippe Chavant | DVG            | 427   | 57,70  | 12 | 4 |  |  |
|                | Éric Giry        | DVD            | 313   | 42,29  | 3  | 1 |  |  |
|                |                  |                |       |        |    |   |  |  |
| Inscrits       | Inscrits         | Inscrits       | 1 077 | 100,00 |    |   |  |  |
| Abstentions    | Abstentions      | Abstentions    | 283   | 26,28  |    |   |  |  |
| Votants        | Votants          | Votants        | 794   | 73,72  |    |   |  |  |
| Blancs et nuls | Blancs et nuls   | Blancs et nuls | 54    | 6,80   |    |   |  |  |
| Exprimés       | Exprimés         | Exprimés       | 740   | 93,20  |    |   |  |  |

### Bourganeuf
- Maire sortant : Jean-Pierre Jouhaud (PS)
- 23 sièges à pourvoir au conseil municipal (population légale 2011 : 2 830 habitants)
- 13 sièges à pourvoir au conseil communautaire (CC Creuse Sud-Ouest)

| Tête de liste            | Tête de liste         | Liste          | Premier tour | Premier tour | Second tour | Second tour | Sièges | Sièges |
| Tête de liste            | Tête de liste         | Liste          | Voix         | %            | Voix        | %           | CM     | CC     |
| ------------------------ | --------------------- | -------------- | ------------ | ------------ | ----------- | ----------- | ------ | ------ |
|                          | Christian Chomette    | DVG            | 401          | 34,12        | 451         | 33,65       | 4      | 2      |
|                          | Jean-Pierre Jouhaud * | DVG            | 397          | 33,78        | 467         | 34,85       | 16     | 9      |
|                          | Michelle Suchaud      | DVD            | 377          | 32,08        | 422         | 31,49       | 3      | 2      |
|                          |                       |                |              |              |             |             |        |        |
| Inscrits                 | Inscrits              | Inscrits       | 1 716        | 100,00       | 1 716       | 100,00      |        |        |
| Abstentions              | Abstentions           | Abstentions    | 469          | 27,33        | 345         | 20,10       |        |        |
| Votants                  | Votants               | Votants        | 1 247        | 72,67        | 1 371       | 79,90       |        |        |
| Blancs et nuls           | Blancs et nuls        | Blancs et nuls | 72           | 5,77         | 31          | 2,26        |        |        |
| Exprimés                 | Exprimés              | Exprimés       | 1 175        | 94,23        | 1 340       | 97,74       |        |        |
| * Liste du maire sortant |                       |                |              |              |             |             |        |        |

### Boussac
- Maire sortant : Franck Foulon
- 15 sièges à pourvoir au conseil municipal (population légale 2011 : 1 327 habitants)
- 6 sièges à pourvoir au conseil communautaire (CC Creuse Confluence)

|                          | Franck Foulon * | DVD            | 547   | 100,00 | 15 | 6 |  |  |
|                          |                 |                |       |        |    |   |  |  |
| Inscrits                 | Inscrits        | Inscrits       | 1 017 | 100,00 |    |   |  |  |
| Abstentions              | Abstentions     | Abstentions    | 285   | 28,02  |    |   |  |  |
| Votants                  | Votants         | Votants        | 732   | 71,98  |    |   |  |  |
| Blancs et nuls           | Blancs et nuls  | Blancs et nuls | 185   | 25,27  |    |   |  |  |
| Exprimés                 | Exprimés        | Exprimés       | 547   | 74,73  |    |   |  |  |
| * Liste du maire sortant |                 |                |       |        |    |   |  |  |

### Bussière-Dunoise
- Maire sortant : Jean-Pierre Grimaud
- 15 sièges à pourvoir au conseil municipal (population légale 2011 : 1 057 habitants)
- 2 sièges à pourvoir au conseil communautaire (CA du Grand Guéret)

|                          | Jean-Pierre Grimaud * | DVG            | 243 | 100,00 | 15 | 2 |  |  |
|                          |                       |                |     |        |    |   |  |  |
| Inscrits                 | Inscrits              | Inscrits       | 774 | 100,00 |    |   |  |  |
| Abstentions              | Abstentions           | Abstentions    | 291 | 37,60  |    |   |  |  |
| Votants                  | Votants               | Votants        | 483 | 62,40  |    |   |  |  |
| Blancs et nuls           | Blancs et nuls        | Blancs et nuls | 240 | 49,69  |    |   |  |  |
| Exprimés                 | Exprimés              | Exprimés       | 243 | 50,31  |    |   |  |  |
| * Liste du maire sortant |                       |                |     |        |    |   |  |  |

### Dun-le-Palestel
- Maire sortant : Laurent Daulny
- 15 sièges à pourvoir au conseil municipal (population légale 2011 : 1 199 habitants)
- 4 sièges à pourvoir au conseil communautaire (CC du Pays Dunois)

|                          | Laurent Daulny * | UMP-UDI        | 426 | 100,00 | 15 | 4 |  |  |
|                          |                  |                |     |        |    |   |  |  |
| Inscrits                 | Inscrits         | Inscrits       | 844 | 100,00 |    |   |  |  |
| Abstentions              | Abstentions      | Abstentions    | 234 | 27,73  |    |   |  |  |
| Votants                  | Votants          | Votants        | 610 | 72,27  |    |   |  |  |
| Blancs et nuls           | Blancs et nuls   | Blancs et nuls | 184 | 30,16  |    |   |  |  |
| Exprimés                 | Exprimés         | Exprimés       | 426 | 69,84  |    |   |  |  |
| * Liste du maire sortant |                  |                |     |        |    |   |  |  |

### Évaux-les-Bains
- Maire sortant : Bernard Campos
- 15 sièges à pourvoir au conseil municipal (population légale 2011 : 1 439 habitants)
- 7 sièges à pourvoir au conseil communautaire (CC Creuse Confluence)

|                | Bruno Papineau | DVD            | 546   | 73,09  | 13 | 6 |  |  |
|                | Jacques Decard | DVG            | 201   | 26,90  | 2  | 1 |  |  |
|                |                |                |       |        |    |   |  |  |
| Inscrits       | Inscrits       | Inscrits       | 1 053 | 100,00 |    |   |  |  |
| Abstentions    | Abstentions    | Abstentions    | 228   | 21,65  |    |   |  |  |
| Votants        | Votants        | Votants        | 825   | 78,35  |    |   |  |  |
| Blancs et nuls | Blancs et nuls | Blancs et nuls | 78    | 9,45   |    |   |  |  |
| Exprimés       | Exprimés       | Exprimés       | 747   | 90,55  |    |   |  |  |

### Felletin
- Maire sortant : Renée Nicoux
- 19 sièges à pourvoir au conseil municipal (population légale 2011 : 1 803 habitants)
- 6 sièges à pourvoir au conseil communautaire (CC Creuse Grand Sud)

|                          | Jeanine Perruchet | DVD            | 435   | 52,79  | 15 | 5 |  |  |
|                          | Renée Nicoux *    | DVG            | 389   | 47,20  | 4  | 1 |  |  |
|                          |                   |                |       |        |    |   |  |  |
| Inscrits                 | Inscrits          | Inscrits       | 1 136 | 100,00 |    |   |  |  |
| Abstentions              | Abstentions       | Abstentions    | 246   | 21,65  |    |   |  |  |
| Votants                  | Votants           | Votants        | 890   | 78,35  |    |   |  |  |
| Blancs et nuls           | Blancs et nuls    | Blancs et nuls | 66    | 7,42   |    |   |  |  |
| Exprimés                 | Exprimés          | Exprimés       | 824   | 92,58  |    |   |  |  |
| * Liste du maire sortant |                   |                |       |        |    |   |  |  |

### Gouzon
- Maire sortant : Cyril Victor
- 19 sièges à pourvoir au conseil municipal (population légale 2011 : 1 526 habitants)
- 9 sièges à pourvoir au conseil communautaire (CC Creuse Confluence)

|                          | Cyril Victor * | DVD            | 618   | 70,95  | 17 | 8 |  |  |
|                          | Éric Yoth      | SE             | 253   | 29,04  | 2  | 1 |  |  |
|                          |                |                |       |        |    |   |  |  |
| Inscrits                 | Inscrits       | Inscrits       | 1 235 | 100,00 |    |   |  |  |
| Abstentions              | Abstentions    | Abstentions    | 258   | 20,89  |    |   |  |  |
| Votants                  | Votants        | Votants        | 977   | 79,11  |    |   |  |  |
| Blancs et nuls           | Blancs et nuls | Blancs et nuls | 106   | 10,85  |    |   |  |  |
| Exprimés                 | Exprimés       | Exprimés       | 871   | 89,15  |    |   |  |  |
| * Liste du maire sortant |                |                |       |        |    |   |  |  |

### Guéret
- Maire sortant : Michel Vergnier (PS)
- 33 sièges à pourvoir au conseil municipal (population légale 2011 : 13 563 habitants)
- 15 sièges à pourvoir au conseil communautaire (CA du Grand Guéret)

| Tête de liste            | Tête de liste        | Liste          | Premier tour | Premier tour | Second tour | Second tour | Sièges | Sièges |
| Tête de liste            | Tête de liste        | Liste          | Voix         | %            | Voix        | %           | CM     | CC     |
| ------------------------ | -------------------- | -------------- | ------------ | ------------ | ----------- | ----------- | ------ | ------ |
|                          | Michel Vergnier *    | PS-PCF-EELV    | 2 186        | 42,94        | 2 740       | 54,45       | 26     | 12     |
|                          | Jean-François Thomas | DVD            | 977          | 19,19        | 1 604       | 31,87       | 5      | 2      |
|                          | David Gipoulou       | FG             | 778          | 15,28        |             |             |        |        |
|                          | Martial Maume        | FN             | 657          | 12,90        | 688         | 13,67       | 2      | 1      |
|                          | Éric Daubechies      | UDI-MoDem      | 492          | 9,66         |             |             |        |        |
|                          |                      |                |              |              |             |             |        |        |
| Inscrits                 | Inscrits             | Inscrits       | 8 577        | 100,00       | 8 579       | 100,00      |        |        |
| Abstentions              | Abstentions          | Abstentions    | 3 243        | 37,81        | 3 280       | 38,23       |        |        |
| Votants                  | Votants              | Votants        | 5 334        | 62,19        | 5 299       | 61,77       |        |        |
| Blancs et nuls           | Blancs et nuls       | Blancs et nuls | 244          | 4,57         | 267         | 5,04        |        |        |
| Exprimés                 | Exprimés             | Exprimés       | 5 090        | 95,43        | 5 032       | 94,96       |        |        |
| * Liste du maire sortant |                      |                |              |              |             |             |        |        |

### La Souterraine
- Maire sortant : Jean-François Muguay (PS)
- 29 sièges à pourvoir au conseil municipal (population légale 2011 : 5 575 habitants)
- 12 sièges à pourvoir au conseil communautaire (CC du Pays Sostranien)

|                          | Jean-François Muguay * | PS-PCF-EELV    | 1 289 | 53,61  | 23 | 9 |  |  |
|                          | Brigitte Jammot        | DVD            | 1 115 | 46,38  | 6  | 3 |  |  |
|                          |                        |                |       |        |    |   |  |  |
| Inscrits                 | Inscrits               | Inscrits       | 3 983 | 100,00 |    |   |  |  |
| Abstentions              | Abstentions            | Abstentions    | 1 390 | 34,90  |    |   |  |  |
| Votants                  | Votants                | Votants        | 2 593 | 65,10  |    |   |  |  |
| Blancs et nuls           | Blancs et nuls         | Blancs et nuls | 189   | 7,29   |    |   |  |  |
| Exprimés                 | Exprimés               | Exprimés       | 2 404 | 92,71  |    |   |  |  |
| * Liste du maire sortant |                        |                |       |        |    |   |  |  |

### Le Grand-Bourg
- Maire sortant : Mireille Ricard
- 15 sièges à pourvoir au conseil municipal (population légale 2011 : 1 212 habitants)
- 5 sièges à pourvoir au conseil communautaire (CC de Bénévent-Grand-Bourg)

|                | Michel Navarre | SE             | 472 | 100,00 | 15 | 5 |  |  |
|                |                |                |     |        |    |   |  |  |
| Inscrits       | Inscrits       | Inscrits       | 991 | 100,00 |    |   |  |  |
| Abstentions    | Abstentions    | Abstentions    | 374 | 37,74  |    |   |  |  |
| Votants        | Votants        | Votants        | 617 | 62,26  |    |   |  |  |
| Blancs et nuls | Blancs et nuls | Blancs et nuls | 145 | 23,50  |    |   |  |  |
| Exprimés       | Exprimés       | Exprimés       | 472 | 76,50  |    |   |  |  |

### Saint-Agnant-de-Versillat
- Maire sortant : Pierre Decoursier
- 15 sièges à pourvoir au conseil municipal (population légale 2011 : 1 129 habitants)
- 3 sièges à pourvoir au conseil communautaire (CC du Pays Sostranien)

|                          | Pierre Decoursier * | DVG            | 417 | 100,00 | 15 | 3 |  |  |
|                          |                     |                |     |        |    |   |  |  |
| Inscrits                 | Inscrits            | Inscrits       | 986 | 100,00 |    |   |  |  |
| Abstentions              | Abstentions         | Abstentions    | 410 | 41,58  |    |   |  |  |
| Votants                  | Votants             | Votants        | 576 | 58,42  |    |   |  |  |
| Blancs et nuls           | Blancs et nuls      | Blancs et nuls | 159 | 27,60  |    |   |  |  |
| Exprimés                 | Exprimés            | Exprimés       | 417 | 72,40  |    |   |  |  |
| * Liste du maire sortant |                     |                |     |        |    |   |  |  |

### Saint-Maurice-la-Souterraine
- Maire sortant : Gilbert Tixier
- 15 sièges à pourvoir au conseil municipal (population légale 2011 : 1 236 habitants)
- 3 sièges à pourvoir au conseil communautaire (CC du Pays Sostranien)

|                          | Gilbert Tixier * | DVG            | 418 | 63,81  | 13 | 2 |  |  |
|                          | René Philippon   | SE             | 237 | 36,18  | 2  | 1 |  |  |
|                          |                  |                |     |        |    |   |  |  |
| Inscrits                 | Inscrits         | Inscrits       | 906 | 100,00 |    |   |  |  |
| Abstentions              | Abstentions      | Abstentions    | 200 | 22,08  |    |   |  |  |
| Votants                  | Votants          | Votants        | 706 | 77,92  |    |   |  |  |
| Blancs et nuls           | Blancs et nuls   | Blancs et nuls | 51  | 7,22   |    |   |  |  |
| Exprimés                 | Exprimés         | Exprimés       | 655 | 92,78  |    |   |  |  |
| * Liste du maire sortant |                  |                |     |        |    |   |  |  |

### Saint-Sulpice-le-Guérétois
- Maire sortant : Claude Guerrier (PCF)
- 19 sièges à pourvoir au conseil municipal (population légale 2011 : 1 996 habitants)
- 4 sièges à pourvoir au conseil communautaire (CA du Grand Guéret)

|                          | Claude Guerrier *   | DVG            | 581   | 51,78  | 15 | 3 |  |  |
|                          | Jean-Claude Labesse | DVG            | 541   | 48,21  | 4  | 1 |  |  |
|                          |                     |                |       |        |    |   |  |  |
| Inscrits                 | Inscrits            | Inscrits       | 1 734 | 100,00 |    |   |  |  |
| Abstentions              | Abstentions         | Abstentions    | 270   | 15,57  |    |   |  |  |
| Votants                  | Votants             | Votants        | 1 464 | 84,43  |    |   |  |  |
| Blancs et nuls           | Blancs et nuls      | Blancs et nuls | 342   | 23,36  |    |   |  |  |
| Exprimés                 | Exprimés            | Exprimés       | 1 122 | 76,64  |    |   |  |  |
| * Liste du maire sortant |                     |                |       |        |    |   |  |  |

### Saint-Vaury
- Maire sortant : Philippe Bayol
- 19 sièges à pourvoir au conseil municipal (population légale 2011 : 1 784 habitants)
- 4 sièges à pourvoir au conseil communautaire (CA du Grand Guéret)

|                          | Philippe Bayol * | PS-PCF-EELV    | 573   | 65,56  | 16 | 3 |  |  |
|                          | Bernard Devenas  | SE             | 301   | 34,43  | 3  | 1 |  |  |
|                          |                  |                |       |        |    |   |  |  |
| Inscrits                 | Inscrits         | Inscrits       | 1 365 | 100,00 |    |   |  |  |
| Abstentions              | Abstentions      | Abstentions    | 390   | 28,57  |    |   |  |  |
| Votants                  | Votants          | Votants        | 975   | 71,43  |    |   |  |  |
| Blancs et nuls           | Blancs et nuls   | Blancs et nuls | 101   | 10,36  |    |   |  |  |
| Exprimés                 | Exprimés         | Exprimés       | 874   | 89,64  |    |   |  |  |
| * Liste du maire sortant |                  |                |       |        |    |   |  |  |

### Sainte-Feyre
- Maire sortant : Michel Villard (PS)
- 19 sièges à pourvoir au conseil municipal (population légale 2011 : 2 347 habitants)
- 4 sièges à pourvoir au conseil communautaire (CA du Grand Guéret)

| Tête de liste            | Tête de liste     | Liste          | Premier tour | Premier tour | Second tour | Second tour | Sièges | Sièges |
| Tête de liste            | Tête de liste     | Liste          | Voix         | %            | Voix        | %           | CM     | CC     |
| ------------------------ | ----------------- | -------------- | ------------ | ------------ | ----------- | ----------- | ------ | ------ |
|                          | Michel Villard *  | DVD            | 490          | 33,67        | 668         | 44,98       | 14     | 3      |
|                          | Pierre Auger      | DVG            | 438          | 30,10        | 540         | 36,36       | 3      | 1      |
|                          | Sylvie Bachelart  | PS-PCF-EELV    | 289          | 19,86        | 277         | 18,65       | 2      |        |
|                          | Yannick Pilipovic | SE             | 238          | 16,35        |             |             |        |        |
|                          |                   |                |              |              |             |             |        |        |
| Inscrits                 | Inscrits          | Inscrits       | 2 022        | 100,00       | 2 022       | 100,00      |        |        |
| Abstentions              | Abstentions       | Abstentions    | 478          | 23,64        | 492         | 24,33       |        |        |
| Votants                  | Votants           | Votants        | 1 544        | 76,36        | 1 530       | 75,67       |        |        |
| Blancs et nuls           | Blancs et nuls    | Blancs et nuls | 89           | 5,76         | 45          | 2,94        |        |        |
| Exprimés                 | Exprimés          | Exprimés       | 1 455        | 94,24        | 1 485       | 97,06       |        |        |
| * Liste du maire sortant |                   |                |              |              |             |             |        |        |